# رابطة دانتي الأمريكية
هي جمعية أكاديمية أمريكية مكرسة لدراسة «دانتي أليغييري
». أقدم الجمعيات العلمية في أمريكا الشمالية، يسبق «دي إس إي» كل من جمعية اللغة الحديثة، التي تأسست عام 1883، والجمعية التاريخية الأمريكية، التي تأسست عام 1884. بعد مؤسسة «دويتشه دانتي جيزيلشافت»، «التي تأسست عام 1865» وهي ثاني أقدم منظمة علمية مكرسة لدراسة هذا الشاعر الإيطالي في العصور الوسطى.  تعد جمعية دانتي الأمريكية أيضًا واحدة من أولى الجمعيات العلمية في الولايات المتحدة التي ترحب بالنساء من بين أعضائها المؤسسين. الرئيس الحالي هو «أليسون كورنيش» من جامعة نيويورك.

## التاريخ المبكر
تأسست الجمعية رسميًا في عام 1881 على يد «هنري وادزورث لونجفيلو، وجيمس راسل لويل، وتشارلز إليوت نورتون»، الذين كانوا أول ثلاثة رؤساء لها. بدون دافع «لونجفيلو»، سواء كمترجم أو كمعلم، ربما لم تكن جمعية «دانتي» الأمريكية قد ظهرت إلى الوجود. كان الباحث «كارل ويت» قد بدأ وحافظ على «دويتشه دانتي جيزيلشافت» مبكرًا في ألمانيا لمدة 12 عامًا قبل أن تتوقف عن أنشطتها في عام 1877. قبل عام واحد، اجتمعت مجموعة مماثلة في أكسفورد، وكان الباحث «إدوارد مور» على رأسها، لكن كان «لونجفيلو»، بترجمته للقصيدة الملحمية الإيطالية، هو أول من جلب الأمريكيين «جيمس راسل لويل، وتشارلز إليوت نورتون» إلى طاولته في «كريجي هاوس» لمناقشة «دانتي». بينما عُيِّن «لونجفيلو» كأول رئيس للجمعية، لم يتم الافتتاح الفعلي حتى 16 مايو 1882، بعد شهرين من وفاة «لونجفيلو». هناك، حزن الأعضاء الثمانية والأربعون على فقدان «لونجفيلو»، في أثناء انتخاب «لويل» لمواصلة قيادة الجمعية. تأسست في «كامبريدج، ماساتشوستس»، وكانت دائمًا مرتبطة ارتباطًا وثيقًا بجامعة هارفارد، ويرجع ذلك إلى حد كبير إلى التأثير الدائم لهؤلاء الأساتذة الثلاثة. كانت جامعة هارفارد واحدة من أوائل الجامعات الأمريكية التي جعلت تدريس اللغات الحديثة «بالإضافة إلى اللغات الكلاسيكية» جزءًا من مناهجها الدراسية. تذكر «إدوارد إيفريت هيل»، العضو الأول في الجمعية، دروسه في اللغة الإيطالية ومحاضرات «لونجفيلو» في هارفارد:
قرأ «لونجفيلو» «دانتي» بأكملها معنا وكنا مستعدين جيدًا لذلك من خلال ما قرأناه مع «بيترو باتشي» ويمكنني القول إنه عندما جئنا لسماع محاضرة «لونجفيلو»، كنا أكثر من مستعدين لمحاضراته من خلال العمل الشامل للغاية الذي قام به «باتشي» في نفس الموضوع معنا. تولى «جيمس راسل لويل» دورة «لونجفيلو» بعد استقالته في عام 1855. بعد 22 عامًا، استقال من كرسيه في هارفارد لقبوله تعيين وزير للولايات المتحدة في إسبانيا ونقل الدورة إلى أستاذ في تاريخ الفن، «تشارلز إليوت نورتون». وُصفت فصول «نورتون» من قبل عضو مبكر آخر في الجمعية، «ويليام روسكو ثاير»:
كانت قراءة «دانتي» مع «نورتون» بمثابة عبادة تقريبًا.  كان في صوته شيئًا رائعًا مثيرًا للإعجاب وغير قابل للإبلاغ عنه تمامًا. عندما وصل إلى المقطع المفضل، أصبح وجهه أكثر إشراقًا ونغماته أكثر رقة. لقد أوضح بشكل كامل من كل جانب، - لفظيًا، نصيًا، أدبيًا، وروحيًا... كان في تفسيره لـ «دانتي نورتون» ميزة هائلة واحدة لم يمتلكها «لويل» ولا «أي دانتيست» ناطق بالإنجليزية: كان لديه معرفة متخصصة بفن العصور الوسطى. لذلك عاش القرن الثالث عشر ليس فقط في الشعر واللاهوت والسجلات، بل في اللوحات والتماثيل في كنائسها وقاعاتها وقصورها ومساكنها... ذلك العالم حيث الكوميديا الإلهية هي التعبير الأسمى في اللغة.
كان الهدف المبكر الآخر للجمعية هو إنشاء مكتبة متخصصة لأدب دانتي. كانت أعمال قليلة لعلماء إيطاليين عن «دانتي» متاحة في الولايات المتحدة. يمكن العثور على التعلق المكون من ثلاثة مجلدات على الكوميديا بقلم جي. وكذلك طبعة عام 1887 من تعليق «بيترو فراتشيلي»، التي نُشرت في الأصل عام 1860 من قبل «جي. باربيرا من فلورنسا». ربما استُكملت من قبل Cesare Balbo's Vita di Dante، أو بعض مقالات Foscolo، لكنها كانت تحت إشراف «وليام كوليدج لين»، مساعد أمين مكتبة في مكتبة كلية هارفارد وعضو في الجمعية، حيث بدأت مجموعة علمية واسعة في التبلور. كان من شأن وصية «تشارلز إليوت نورتون» أن توسع وتعمق المجموعة. سجل «كتالوج» عام 1890 للمجموعة التي جمعها لين وأصدرته مكتبة هارفارد أكثر من 1200 مجلد عن «دانتي»، بما في ذلك أكثر من 300 طبعة مختلفة من الكوميديا الإلهية. تعد المجموعة في جامعة هارفارد اليوم ثالث أكبر مجموعة حول هذا الموضوع في العالم.

## النساء الأوائل في العضوية
منذ تأسيسها، كانت العضوية في جمعية دانتي الأمريكية مفتوحة للنساء. كان هذا غير معتاد في ذلك الوقت، إذ لم تكن العضوية في الجمعيات العلمية المبكرة الأخرى في أمريكا الشمالية مثل الجمعية الفلسفية الأمريكية وجمعية اللغة الحديثة مفتوحة بشكل عام للنساء. في التقرير السنوي الأول للجمعية، أدرجت الآنسة «س. ل. بتلر»، والسيدة «سي. دوبي،» والآنسة «هيلواز ديورانت»، والسيدة «س. أ. جوردون»، والآنسة «فاني ل. بايسون»، والسيدة «أ. ل. ويستر» كأعضاء مؤسسين. في عام 1902، حصلت من جامعة «ييل» على درجة الدكتوراه. وأصبحت الأستاذة في جامعة سميث ماري أوغوستا سكوت أول امرأة تعمل في المجلس التنفيذي. تبعت «سكوت مارجريت جاكسون» في عام 1907 و«آنا ليمان ماسون جراي» في عام 1913 و«كاثرين» في «سبنسر» في عام 1915. ومن بين العضوات الأوائل الأخريات «آنا إليوت تيكنور وإيزابيلا ستيوارت جاردنر وكارولين هيلي دال».
المراجع